# Covenham St Bartholomew
Covenham St Bartholomew est une paroisse civile et un village du Lincolnshire, en Angleterre.